# Војин Величковић
Војин Величковић Војкан (Београд, 18. фебруар 1914. – Јагодина, 2001.) био је српски сликар и педагог.

## Биографија

### Одрастање и образовање
Отац Војина Величковића био је Младен, типографски радник у Државној маркарници у Београду. Мајка му је била Косара, домаћица и кројачица. Живели су у улици Кнеза Данила на Палилули.
Војин је четири разреда основне школе завршио у Београду. Након што је отац Младен добио посао у параћинском стоваришту бомбона, чоколада и ратлука у власнику браће Милојковић, породица се сели у Параћин и Војин тамо похађа гимназију. У истој клупи у гимназији Војин је седео са Бранком Крсмановићем.
У гимназији, Војинов професор сликарства био је Борис Рјасјански. Професор Рјасјански поверава Војину сликање фресака Јована Крститеља у ентеријеру цркве Светог Ђорђа у Горњој Мутници.
Пети резред гимназије Војин завршава у Другој мушкој гимназији у Београду 1931. У септембру следеће године Војин уписује Уметничку школу, у наставничком одсеку. У јуну 1937. Војин Величковић је дипломирао на наставничком одсеку Уметничке школе.

### Каријера сликара и педагога
Одмах након дипломирања учествује на колективној изложби слика свршених ученика Уметничке школе која је одржана у павиљону Цвијета Зузорић на Калемегдану. Величковић је изложио три своје слике: "Пирика", "Пирикин акт" и полуакт "Циганчица", све три рађене уљаном техником. Две потоње слике откупио је Геца Кон. Са добијеним новцем, Величковић одлази на своје прво студијско путовање у Париз.
Септембра 1937. уписује се на Академски одсек на Уметничкој школи. Професори су му били, између осталих, Бета Вукановић, Иван Радовић, Љубомир Ивановић и Никола Бешевић. Дипломирао је 7. јуна 1938. и добио звање учитеља вештина и право да предаје уметност у нижим и вишим школама.
1938. Величковић је имао своју прву самосталну изложбу слика у Параћину, у згради Штедионице. Убрзо, организује са Перицом Миливојевићем, изложбу својих слика у згради Гимназије у Јагодини.
Следеће године Величковић похађа војну обуку за резервне официре у Горажду. По повратку из војске одлуком Министарства просвете бива постављен за привременог учитеља вештина Реалне гимназије у Куманову. 6. априла 1941. доживео је бомбардовање Београда док је у Београду био на војној вежби.
Три ратне године провео је у Јагодинској гимназији. 1944. враћа се у Параћин и запошљава као службеник Електричног одељења општине у Параћину. Октобра 1944. мобилисан је од стране НОВ у чијим редовима проводи око пола године, радећи углавном портрете партијских руководилаца за потребе јавних манифестација. У том послу помаже му италијански заробљеник Валеро Конти.
По ослобођењу, враћа се у Јагодину да ради као учитељ вештина и на том послу ће остати до пензионисања. 1946. Величковић покреће Технички одсек средњошколске народне омладине која марта 1949. прераста у праву ликовну школу коју су похађали многи јагодински сликари, изеђу осталих: Љубодраг Јаковић-Јале, Драгутин Таврић, Илија Вукићевић, Арса Милошевић, Влада Тодоровић, Борис Чешков, Живојин Павловић, Војислав Јакић, Рајна Николић, Александар Урошевић-Матра, Дубравка Милановић, Драгана Милосављевић, Милан Милетић...
У јануару 1965. Величковић је примљен у чланство Удружења ликовних уметника Србије.

## Изложбе

### Самосталне
- Параћин 1938, 1957, 1985.
- Јагодина/Светозарево 1939, 1953, 1955, 1958, 1962, 1966, 1969, 1974, 1979.
- Рековац 1977.
- Дом инжењера и техничара у Београду, 1977, 1980.
- Културни центар у Београду 1982.
- Галерија дома ЈНА у Београду 1988.

### Колективне
- Павиљон Цвијета Зузорић 1938.
- Јагодина/Светозарево 1956, 1961, 1963, 1964.
- Изложбе УЛУС-а 1967, 1971-1982.

## Уметнички стил
По рафинираном коришћењу боја Величковић је везан за тековине француске уметности. У његовој светлој палети преовлађују тонови оплемењене зелене, мрке, окера, сиве и плаве боје. Лирске хармоније остварене су помоћу доминантних зелених и ефектних ритмова акцентованих црвених тонова. Помоћу тонског богатства остварује склад између солидне и зналачки нанете форме и меке сливене светлости, што сликама доноси колористички пластицитет.

## Награде
- Награда фонда "Светозар Марковић" за животно дело, Светозарево 1970.